# Rosacea
Rozácea, tudi rosacea, je pogosta kronična vnetna kožna bolezen, ki prizadene obraz in za katero so značilne ponavljajoče se epizode zardevanja, vztrajajoča rdečica (eritem), vnetne bunčice (papule), gnojni mehurčki (pustule), otekline, teleangiektazije (razširjene majhne in površinske žilice) in fimatozne spremembe. Pogosto je prizadeta koža na nosu, licih, čelu in bradi. Pri določenih bolnikih s hudo obliko bolezni lahko pride do pojava gomoljastih sprememb, ki se najpogosteje pojavijo na nosu (rinofima) in so pogostejše pri moških.
Vzrok rozacee ni pojasnjen. Kot eden od dejavnikov tveganja velja družinska obremenjenost z boleznijo. Dejavniki, ki lahko poslabšajo bolezen, so vročina, telesna vadba, izpostavljenost soncu, mraz, začinjena hrana, alkohol, menopavza, psihološki stres in uporaba kortikosteroidnih krem na obrazu. Postavitev diagnoze temelji na simptomih.
Zdravila, ki bi pozdravilo bolezen, ne poznamo, ustrezno zdravljenje pa lahko pomaga omiliti simptome. Zdravila, ki se običajno uporabljajo za zdravljenje rozacee, so metronidazol, doksiciklin,  minociklin ali tetraciklin. Kadar so prizadete tudi oči, se uporabljajo kapljice z azitromicinom. Druga zdravila, ki so morda lahko učinkovita, so kreme z brimonidinom, kreme z ivermektinom in izotretinoin. Lahko se uporabijo tudi dermabrazija ali laserski posegi. Priporoča se uporaba zaščitne kreme za sončenje.
Rozacea prizadene med 1 % in 10 % ljudi. Najpogosteje se pojavi v starosti med 30 in 50 let. Posamezniki s svetlo kožo imajo večje tveganje za pojav bolezni. Starejša literatura navaja večjo pojavnost pri ženskah, vendar novejši sistematični pregled ne ugotavlja razlik med spoloma. Bolezen je opisana v Canterburyjskih povestih iz 14. stoletju, verjetno pa jo je že 200 let pred našim štetjem opisal Teokrit.

## Etiologija
Vzrokov je več in še niso do konca pojasnjeni. K rozacei so nagnjeni duševno nestabilni (psiholabilni) ljudje, ki pogosteje zardevajo. Pomembne so hormonske spremembe (menopavza...), prebavne motnje (zaprtost, gastritis...), prehranski vplivi (začinjena, vroča, mastna hrana...) in zunanji fizikalni vplivi (mraz, vročina, veter...). Domneva se tudi, da na stanje vplivajo nenormalen nadzor nad krčenjem in širjenjem žil (vazomotorični nadzor), zmanjšana venska drenaža obraza, protitelesa na pršice Demodex folliculorum v lasnih mešičkih in okužba s Helicobacter pylori.

## Simptomi in znaki
Spremembe so pri rozacei omejene predvsem na obraz in lasišče in se kažejo v 4 fazah (stopnjah):
- Prerozacealna faza
- Žilna (vaskularna) faza (stopnja 1)
- Vnetna faza (stopnja 2)
- Pozna faza (stopnja 3)

V prerozacealni fazi bolniki opažajo zardevanje, ki ga pogosto spremlja neprijetno zbadanje po obrazu. Pogosti sprožilci so izpostavljanje sončni svetlobi, čustveni stres, hladno ali vroče vreme, alkohol, začinjena hrana, telovadba, veter, kozmetika ter tople kopeli in hladne pijače. Ti simptomi vztrajajo tudi skozi ostale faze bolezni.
V žilni fazi se razvije rdečica obraza in oteklina (edem) z več telangiektazijami (razširjenimi žilami), verjetno kot rezultat nestabilnosti v uravnavanju razširjenosti žil (vazomotorična nestabilnost).
Pogosto sledi vnetna faza, pri kateri se razvijejo sterilne papule in pustule (podobne so aknam, zaradi česar rozaceo poimenujemo tudi akne odraslih).
Nekateri pacienti razvijejo pozno stopnjo rozacee, pri kateri pride do povečanja (hiperplazije) tkiva v licih in nosu (gomoljasta zadebelitev nosu ali rinofima) zaradi vnetja, odlaganja kolagena in povečanja (hiperplazije) žlez lojnic.
Faze pri rozacei si po navadi sledijo v zaporedju, čeprav se lahko pri nekaterih rozacea začne z vnetno fazo in preskoči prejšnja stanja. Zdravljenje lahko stanje povrne na zgodnejšo fazo pa tudi napredovanju v poznejše faze se lahko izognemo.
Očesna rozacea pogosto spremlja obrazno in se kaže kot vnetje različnih delov oči (vek, veznic, roženice ...), kar povzroča srbenje, občutek tujka v očesu, rdečino in oteklino očesa.

## Diagnoza in diferencialna diagnoza
Diagnoza temelji na simptomih; diagnostična je prisotnost značilne rdečice v osrednjem predelu obraza, ki se lahko periodičnno poslabša. Specifični diagnostični testi ne obstajajo. Starost bolnika ob začetku bolezni in odsotnost komedonov pomaga pri razločevanju rozacee od aken. Pomisliti moramo tudi na akne vulgaris, sistemski lupus eritematosus (SLE), sarkoidozo, fotodermatitis, kožne spremembe zaradi zdravil, granulom kože in perioralni dermatitis.

## Zdravljenje
Odsvetuje se uporaba dražečih čistil (alkohol) in kortikosteroidnih pripravkov za kožo, priporoča se izogibanje sprožilnim dejavnikom. Zdravimo morebitne prebavne težave, povezane s Helicobacter pylori. Lokalno se daje metronidazol, klindamicin, ketokonazol, azelainska kislina ali žveplo. Hujšo obliko zdravimo sistemsko z antibiotiki in retinoidi. Telangiektazije (razširjene žilice) odstranjujemo z elektrokoagulacijo ali laserjem. Rinofimo odstranimo z dermoabrazijo ali kirurško.
Pomembni so tudi primerna nega kože in spremembe življenjskega sloga. Za bolezen so značilni zagoni in vmesna obdobja remisije; pomembno je, da bolnik prepozna dejavnike, ki sprožajo zagone, in se jim izogiba. Sprožilni dejavnik je najpogosteje izpostavljenost soncu, pa tudi stres, vroča voda, veter, težja telesna vadba in pitje alkohola.